# راي بتيغيغ
راي بتيغيغ (بالإنجليزية: Ray Buttigieg)‏ هو منتج أسطوانات وكاتب أغاني وموسيقي وشاعر أمريكي، ولد في 1 مايو 1955 في غودش في مالطا.

## وصلات خارجية
- راي بتيغيغ على موقع ميوزك برينز (الإنجليزية)
- راي بتيغيغ على موقع ديسكوغز (الإنجليزية)